# Сентенариу (Риу-Гранди-ду-Сул)
Сентенариу (порт. Centenário)  —  муниципалитет в Бразилии, входит в штат Риу-Гранди-ду-Сул. Составная часть мезорегиона Северо-запад штата Риу-Гранди-ду-Сул. Входит в экономико-статистический  микрорегион Эрешин. Население составляет 2992 человека на 2006 год. Занимает площадь 134,331 км². Плотность населения — 22,3 чел./км².

## История
Город основан 20 марта 1992 года. 

## Статистика
- Валовой внутренний продукт на 2003 составляет 29.374.680,00 реалов (данные: Бразильский институт географии и статистики).
- Валовой внутренний продукт на душу населения на 2003 составляет 9.618,43 реалов (данные: Бразильский институт географии и статистики).
- Индекс развития человеческого потенциала на 2000 составляет 0,777 (данные: Программа развития ООН).